# 立町停留場
立町停留場（たてまちていりゅうじょう、立町電停）は、広島県広島市中区にある広島電鉄本線の停留場である。駅番号はM06。
八丁堀方面ホームは八丁堀に、紙屋町）方面ホームは基町に位置する。

## 歴史
本線が1912年（大正元年）に開通した際、当地に停留場は設けられておらず、当停留場が開業したのは1952年（昭和27年）のことである。開設当時の停留場名は郊外バス前停留場（こうがいばすまえていりゅうじょう）で、その名のとおり停留場の北西には広電バスの郊外バス八丁堀営業所が隣接していた。このバスターミナルは広電バスが1949年（昭和24年）に開所したもので、拡大していた自社の郊外バス路線を束ねる拠点としての役割を持っていた。当停留場はこのバスターミナルを利用する客の便宜を図るために開設されたものである。
しかし1957年（昭和32年）7月29日に紙屋町交差点に接する場所に広島バスセンターが開所、郊外バス路線はこちらに発着するようになった。これを受けて同日には立町停留場に改称されている。

### 年表
- 1952年（昭和27年）6月10日：郊外バス前停留場として開業[4]。
- 1957年（昭和32年）7月29日：広島バスセンターの開業により立町停留場に改称[4]。
- 1996年（平成8年）10月：駅番号「M8」を付与[5]。
- 2013年（平成25年）2月15日：9号線の運行が八丁堀停留場から江波停留場まで延長され、当停留場にも乗り入れる。
- 2025年（令和7年）8月3日：駅番号を「M06」へ変更[6]。

## 停留場構造
本線はほぼすべての区間で道路上に軌道が敷設された併用軌道で、当停留場も道路上にホームが設けられている。ホームは低床式で上下2面あり、東西方向に伸びる2本の線路を挟み込むように配置されている。ただし互いのホーム位置は斜向かいにあり、東に八丁堀方面の上りホーム、西に紙屋町方面の下りホームが置かれている。1988年（昭和63年）には上屋が設置された。
通常は無人駅であるが、とうかさん開催時は集札員が配置される。

### 運行系統
本線には広島電鉄が運行するすべての系統が乗り入れているが、当停留場にはこのうち1号線、2号線、6号線、9号線、それに0号線が乗り入れる。
| 下りホーム | 0号線                 | 広電本社前ゆき、日赤病院前ゆき         |
| 下りホーム | 1号線                 | 広島港（宇品）ゆき                     |
| 下りホーム | 2号線                 | 広電宮島口ゆき、広電西広島（己斐）ゆき |
| 下りホーム | 6号線 · 9号線         | 江波ゆき                               |
| 上りホーム | 1号線 · 2号線 · 6号線 | 広島駅ゆき                             |
| 上りホーム | 9号線                 | 白島ゆき                               |

## 利用状況
- 立町停留場の1日平均の乗降人数は7,579人である。（平成11年度）

## 停留場周辺
広島市の中心街に位置し、金融機関が多く集積するビジネス街の趣もある。
- 広島本通商店街
- 広島市中の棚商店街
- 袋町裏通り
- 広島金座街商店街
- ハンズ広島店
- 広島銀行八丁堀支店
- 山陰合同銀行広島支店
- りそな銀行広島支店
- 三菱UFJモルガン・スタンレー証券広島支店
- 広島YMCA国際文化センター
- WILLER EXPRESS 広島八丁堀バス停

## 隣の停留場
広島電鉄
本線
快速
通過
各駅停車
八丁堀停留場 (M05) - 立町停留場 (M06) - 紙屋町停留場 (M07)